# Thomas Baroukh
Thomas Baroukh, född 15 december 1987 i Le Chesnay, är en fransk roddare.
Baroukh blev olympisk bronsmedaljör i lättvikts-fyra utan styrman vid sommarspelen 2016 i Rio de Janeiro.